# ケント・M・キース
ケント・M・キース（Kent M.Keith、1949年 - ）は、アメリカの行政官僚、講演家。ニューヨーク生まれ。
ハーバード大学、オックスフォード大学で哲学と政治学、早稲田大学で日本語を学び、ハワイ州立大学で法学博士号を取得。1979年よりハワイ州の経済企画開発局の要職を歴任し、同局長として州政府の閣僚を務めた。その後も私立大学の学長、YMCAのリーダーなどを務める。

## 逆説の10ヵ条
1968年、当時ハーバード大学２年生在学中に、高校の生徒会のリーダーたちを激励すべく150回以上の講演を行う。代表作「逆説の10ヵ条」は、その活動の一環として自治活動のリーダーの為に19歳の時に書いた小冊子「リーダーシップの逆説10ヵ条」の一部から初めて出版された。後にそれがマザー・テレサの目に触れて、彼女が感動し「カルカッタの孤児の家」の壁にその言葉を書きとめた。ルシンダ ・ヴァーディ編著の『マザー・テレサ語る』に掲載され、マザー・テレサの言葉として世界中に広まった。ケント・Ｍ・キース本人は、それを25年後に初めて知った。
長い年月をかけて今日に至るまで、口伝で、写しで、インターネットで、本人の知らない間にゆっくりと広まり、世界中で愛される格言となっている。
米ニューヨーク・タイムズ紙も、その出版までの不思議な経緯と格言の価値を1面で報じた。

### 逆説の10ヵ条 (The Paradoxical Commandments)
1. 人は不合理で、わからず屋で、わがままな存在だ。それでもなお、人を愛しなさい。
(People are illogical, unreasonable, and self-centered. Love them anyway.)
2. 何か良いことをすれば、隠された利己的な動機があるはずだと人に責められるだろう。それでもなお、良いことをしなさい。
(If you do good, people will accuse you of selfish ulterior motives. Do good anyway.)
3. 成功すれば、うその友だちと本物の敵を得ることになる。それでもなお、成功しなさい。
(If you are successful, you will win false friends and true enemies. Succeed anyway.)
4. 今日の善行は明日になれば忘れられてしまうだろう。それでもなお、良いことをしなさい。
(The good you do today will be forgotten tomorrow. Do good anyway.)
5. 正直で率直なあり方はあなたを無防備にするだろう。それでもなお、正直で率直なあなたでいなさい。
(Honesty and frankness make you vulnerable. Be honest and frank anyway.)
6. 最大の考えをもった最も大きな男女は、最小の心をもった最も小さな男女によって撃ち落とされるかもしれない。それでもなお、大きな考えをもちなさい。
(The biggest men and women with the biggest ideas can be shot down by the smallest men and women with the smallest minds. Think big anyway.)
7. 人は弱者をひいきにはするが、勝者の後にしかついていかない。それでもなお、弱者のために戦いなさい。
(People favor underdogs but follow only top dogs. Fight for a few underdogs anyway.)
8. 何年もかけて築いたものが一夜にして崩れ去るかもしれない。それでもなお、築きあげなさい。
(What you spend years building may be destroyed overnight. Build anyway.)
9. 人が本当に助けを必要としていても、実際に助けの手を差し伸べると攻撃されるかもしれない。それでもなお、人を助けなさい。
(People really need help but may attack you if you do help them. Help people anyway.)
10. 世界のために最善を尽くしても、その見返りにひどい仕打ちを受けるかもしれない。それでもなお、世界のために最善を尽くしなさい。
(Give the world the best you have and you'll get kicked in the teeth. Give the world the best you have anyway.)

## 著書
- ケント・M・キース『それでもなお、人を愛しなさい―人生の意味を見つけるための逆説の10カ条』早川書房　2002年